# Džefri Vilkinson
Ser Džefri Vilkinson FRS (14. jul 1921 – 26. septembar 1996) je bio engleski hemičar i dobitnik Nobelove nagrade. On je radio u u polju neorganske hemije i homogene katalize prelaznim metalima.

## Spoljašnje veze
- Wilkinson's Nobel Foundation biography
- Wilkinson's Nobel Lecture The Long Search for Stable Transition Metal Alkyls
- Video podcast of Wilkinson talking about organometallic chemistry
- Geoffrey Wilkinson Patents
- Wilkinson Hall at Imperial College London